# Skin and Bones (Foo-Fighters-Album)
Skin and Bones ist nach dem Live-Bootleg Brain Damage das erste offizielle Live-Album der Foo Fighters. Es wurde während der USA Acoustic Tour im Pantages Theatre in Los Angeles Ende August 2006 aufgenommen. Die Band wurde hier um die Violinistin Petra Haden, Foo-Fighters-Gründungsmitglied & Nirvana-Gitarrist Pat Smear und Keyboarder Rami Jaffee verstärkt. Mit Marigold und Friend of a Friend beinhaltet das Videoalbum auch Titel, die Dave Grohl damals noch bei Nirvana geschrieben hat.
Die CD enthält 15 Songs. Auf der DVD sind sechs weitere Songs der Acoustic Tour. In England wird Skin and Bones als Doppel-DVD angeboten, die zusätzlich 14 Songs vom Live-Konzert im Londoner Hyde Park enthält. Als Gäste treten Lemmy Kilmister bei Shake Your Blood sowie Brian May und Roger Taylor von Queen bei Tie Your Mother Down in Erscheinung.

## CD-Version
Veröffentlichung:
- USA: 7. November 2006
- Deutschland: 17. November 2006

### Titelliste
1. Razor
2. Over & Out
3. Walking After You
4. Marigold
5. My Hero
6. Next Year
7. Another Round
8. Big Me
9. Cold Day In The Sun
10. Skin And Bones
11. February Stars
12. Times Like These
13. Friend Of A Friend
14. Best Of You
15. Everlong

## DVD-Version
Veröffentlichung:
- USA: 28. November 2006
- Deutschland: 17. November 2006

### DVD 1: Pantages Theatre (Los Angeles)
1. Intro
2. Razor
3. Over And Out
4. On The Mend
5. Walking After You
6. Still
7. Marigold
8. My Hero
9. Next Year
10. Another Round
11. See You
12. Cold Day In The Sun
13. Big Me
14. What If I Do?
15. Skin And Bones
16. Ain’t It The Life
17. February Stars
18. Times Like These
19. Friend Of A Friend
20. Best Of You
21. Everlong

### DVD 2: Live in Hyde Park (London)(nur UK)
1. In Your Honor
2. All My Life
3. Best Of You
4. Times Like These
5. Learn To Fly
6. Breakout
7. Shake Your Blood
8. Stacked Actors
9. My Hero
10. Generator
11. DOA
12. Monkey Wrench
13. Tie Your Mother Down
14. Everlong

## Kommerzieller Erfolg

### Chartplatzierungen
| ChartsChartplatzierungen       | Höchstplatzierung | Wochen |
| ------------------------------ | ----------------- | ------ |
| Deutschland (GfK)              | 67 (1 Wo.)        | 1      |
| Österreich (Ö3)                | 30 (8 Wo.)        | 8      |
| Schweiz (IFPI)                 | 40 (2 Wo.)        | 2      |
| Vereinigte Staaten (Billboard) | 21 (11 Wo.)       | 11     |
| Vereinigtes Königreich (OCC)   | 35 (22 Wo.)       | 22     |

| ChartsChartplatzierungen       | Höchstplatzierung | Wochen |
| ------------------------------ | ----------------- | ------ |
| Vereinigte Staaten (Billboard) | 7 (… Wo.)         | …      |

### Auszeichnungen für Musikverkäufe
| Land/Region                  | Auszeichnungen für Musikverkäufe (Land/Region, Auszeichnung, Verkäufe) | Verkäufe |
| ---------------------------- | ---------------------------------------------------------------------- | -------- |
| Australien (ARIA)            | Gold                                                                   | 35.000   |
| Neuseeland (RMNZ)            | Platin                                                                 | 15.000   |
| Vereinigte Staaten (RIAA)    | —                                                                      | 371.000  |
| Vereinigtes Königreich (BPI) | Platin                                                                 | 300.000  |
| Insgesamt                    | 1× Gold · 2× Platin ·                                                  | 721.000  |

| Land/Region       | Auszeichnungen für Musikverkäufe (Land/Region, Auszeichnung, Verkäufe) | Verkäufe |
| ----------------- | ---------------------------------------------------------------------- | -------- |
| Australien (ARIA) | 2× Platin                                                              | 30.000   |
| Insgesamt         | 2× Platin ·                                                            | 30.000   |